# 平山 (石狩山地)
平山（ひらやま）は、北海道の紋別郡遠軽町と上川郡上川町に位置する標高1,771mの山である。北海道百名山及び北海道の百名山に選定されている。

## 概要
石狩山地を構成する北大雪の山で、大雪山系などの表大雪に最も近いことから大雪山の展望台ともいえる山である。北西に日本三百名山にも選定されているニセイカウシュッペ山が位置する。名前の通り平坦に近いなだらかな山容が特徴的である。

## 登山
遠軽町白滝村から登山道が整備されている。道中は行雲の滝・冷涼の滝が流れており、自然を堪能しながら登ることができる。支湧別本流林道から支湧別川左岸沿いを歩き1,737m標高点で稜線へ出た後は分岐を南下すると山頂へ至る。分岐からは比麻奈山・比麻良山・文三岳へ行くことができる。ニセイカウシュッペ山からアンギラスを経て平山へ至るルートを取る人も少なくないが、藪漕ぎを強いられる箇所があり多少難易度が上がる。